# Perú en la clasificación de Conmebol para la Copa Mundial de Fútbol de 2010
La Selección del Perú es una de las diez selecciones de fútbol que participaron en la clasificación de Conmebol para la Copa Mundial de Fútbol de 2010, en la que se definieron los representantes de Conmebol para la Copa Mundial de Fútbol de 2010, que se desarrolló en Sudáfrica.

## Historia

### Primera Vuelta
En 2007, durante las Eliminatorias Sudamericanas para el Mundial de 2010, la selección peruana tuvo un desempeño irregular. En Lima, empató 0-0 contra Paraguay en un partido disputado el 17 de octubre. Posteriormente, cayó 2-0 ante Chile en Santiago el 13 de octubre, mostrando dificultades para conseguir puntos fuera de casa. El 17 de noviembre, el Perú enfrentó a Brasil en Lima, donde perdía 0-1 con gol de Kaká a los 38 minutos, pero Juan Manuel Vargas logró empatar 1-1 al minuto 71', rescatando un punto valioso para la bicolor.
Sin embargo, tras este encuentro, cuatro jugadores concentrados en el hotel Golf Los Incas en Lima —Jefferson Farfán, Claudio Pizarro, Santiago Acasiete y Andrés Mendoza— fueron señalados por presuntamente haber infringido las normas de conducta al ser vistos en compañía de mujeres y consumiendo bebidas alcohólicas. La Federación Peruana de Fútbol (FPF) sancionó a los jugadores, suspendiéndolos por el resto de las eliminatorias. Adicionalmente, el director técnico José "Chemo" del Solar excluyó a estos jugadores del equipo mientras él estuviera a cargo.
El 21 de noviembre, el Perú cerró con una derrota por 5-1 ante Ecuador en Quito, dejándolo en el noveno puesto de la tabla de clasificación, con apenas dos puntos en seis partidos.
El 14 de junio de 2008, la selección peruana enfrentó a Colombia en Lima. Un error del arquero Leao Butrón permitió a los cafeteros adelantarse, pero Juan Carlos Mariño igualó el marcador a los 39 minutos, culminando el encuentro con un empate 1-1.
En la séptima fecha, el 17 de junio, el Perú visitó a Uruguay en Montevideo. El equipo charrúa, liderado por Diego Forlán, propinó una goleada de 6-0, la peor derrota del Perú en las eliminatorias hasta ese momento, superando el 5-0 sufrido ante Colombia en las eliminatorias para Alemania 2006. A pesar de este revés, el Perú se recuperó en la octava fecha, el 6 de septiembre, logrando su primera victoria al derrotar 1-0 a Venezuela en Lima, con un gol de Piero Alva. En la novena fecha, el 10 de septiembre, el Perú enfrentó a Argentina en casa. Los albicelestes se adelantaron con un gol de Esteban Cambiasso al minuto 82, pero una jugada de Juan Manuel Vargas culminó con un pase a Johan Fano, quien anotó el empate 1-1 en el tiempo añadido (90+3'). Sin embargo, el 11 de octubre, el Perú cayó goleado 3-0 ante Bolivia en la altura de La Paz, cerrando la primera vuelta de las eliminatorias en el último puesto de la tabla, con solo 7 puntos en 10 partidos.

### Segunda Vuelta
En 2009, la selección peruana se mantenía en los últimos puestos de la tabla. El 29 de marzo, Perú recibió a Chile en Lima, cayendo 1-3, marcando la primera victoria chilena en suelo peruano desde 1985. El 1 de abril, en Porto Alegre, Brasil goleó al Perú 3-0 en la duodécima fecha, profundizando la crisis del equipo incaico.
El 10 de junio, Perú perdió 1-2 ante Ecuador en Lima, hundiéndose aún más en la clasificación. El 7 de junio, en Medellín, Colombia venció 1-0 a Perú, eliminando matemáticamente a los peruanos de toda posibilidad de clasificar al Mundial. Sin opciones de clasificación, el Perú logró una victoria el 5 de septiembre, al derrotar 1-0 a Uruguay en Lima con un gol de Hernán Rengifo al minuto 85'.
Sin embargo, las derrotas continuaron. En la decimosexta fecha, el 9 de septiembre, Venezuela venció 3-1 al Perú en Puerto La Cruz. El 10 de octubre, el Perú enfrentó a Argentina en Buenos Aires. Los peruanos lograron un empate 1-1 con un gol de Hernán Rengifo a los 88 minutos, pero Martín Palermo marcó en el último minuto (90+3') para darle la victoria a Argentina por 2-1, en un partido bajo intensa lluvia. Finalmente, en la decimoctava fecha, el 14 de octubre, el Perú cerró su participación con una victoria en Lima, derrotando 1-0 a Bolivia con un gol de Johan Fano.
El Perú terminó las eliminatorias en el décimo y último lugar, sumando 13 puntos producto de 3 victorias, 4 empates y 11 derrotas, reflejando una campaña marcada por irregularidad y falta de competitividad.

## Tabla de posiciones final
| Pos. | Equipo    | Pts | PJ | PG | PE | PP | GF | GC | Dif |
| ---- | --------- | --- | -- | -- | -- | -- | -- | -- | --- |
| 1.   | Brasil    | 34  | 18 | 9  | 7  | 2  | 33 | 11 | +22 |
| 2.   | Chile     | 33  | 18 | 10 | 3  | 5  | 32 | 22 | +10 |
| 3.   | Paraguay  | 33  | 18 | 10 | 3  | 5  | 24 | 16 | +8  |
| 4.   | Argentina | 28  | 18 | 8  | 4  | 6  | 23 | 20 | +3  |
| 5.   | Uruguay   | 24  | 18 | 6  | 6  | 6  | 28 | 20 | +8  |
| 6.   | Ecuador   | 23  | 18 | 6  | 5  | 7  | 22 | 26 | –4  |
| 7.   | Colombia  | 23  | 18 | 6  | 5  | 7  | 14 | 18 | –4  |
| 8.   | Venezuela | 22  | 18 | 6  | 4  | 8  | 23 | 29 | –6  |
| 9.   | Bolivia   | 15  | 18 | 4  | 3  | 11 | 22 | 36 | –14 |
| 10.  | Perú      | 13  | 18 | 3  | 4  | 11 | 11 | 34 | –23 |

| L\V                  | Bandera de Argentina | Bandera de Bolivia | Bandera de Brasil | Bandera de Chile | Bandera de Colombia | Bandera de Ecuador | Bandera de Paraguay | Bandera de Perú | Bandera de Uruguay | Bandera de Venezuela |
| Bandera de Argentina |                      | 3:0                | 1:3               | 2:0              | 1:0                 | 1:1                | 1:1                 | 2:1             | 2:1                | 4:0                  |
| Bandera de Bolivia   | 6:1                  |                    | 2:1               | 0:2              | 0:0                 | 1:3                | 4:2                 | 3:0             | 2:2                | 0:1                  |
| Bandera de Brasil    | 0:0                  | 0:0                |                   | 4:2              | 0:0                 | 5:0                | 2:1                 | 3:0             | 2:1                | 0:0                  |
| Bandera de Chile     | 1:0                  | 4:0                | 0:3               |                  | 4:0                 | 1:0                | 0:3                 | 2:0             | 0:0                | 2:2                  |
| Bandera de Colombia  | 2:1                  | 2:0                | 0:0               | 2:4              |                     | 2:0                | 0:1                 | 1:0             | 0:1                | 1:0                  |
| Bandera de Ecuador   | 2:0                  | 3:1                | 1:1               | 1:0              | 0:0                 |                    | 1:1                 | 5:1             | 1:2                | 0:1                  |
| Bandera de Paraguay  | 1:0                  | 1:0                | 2:0               | 0:2              | 0:2                 | 5:1                |                     | 1:0             | 1:0                | 2:0                  |
| Bandera de Perú      | 1:1                  | 1:0                | 1:1               | 1:3              | 1:1                 | 1:2                | 0:0                 |                 | 1:0                | 1:0                  |
| Bandera de Uruguay   | 0:1                  | 5:0                | 0:4               | 2:2              | 3:1                 | 0:0                | 2:0                 | 6:0             |                    | 1:1                  |
| Bandera de Venezuela | 0:2                  | 5:3                | 0:4               | 2:3              | 2:0                 | 3:1                | 1:2                 | 3:1             | 2:2                |                      |

## Partidos

### Primera vuelta
| 13 de octubre de 2007, 20:00 (UTC-5) | Perú | 1:0     | Paraguay | Estadio Monumental, Lima                                 |                                                          |
|                                      |      | Reporte |          | Asistencia: 50 000 espectadores Árbitro(s): Carlos Simón | Asistencia: 50 000 espectadores Árbitro(s): Carlos Simón |

| 17 de octubre de 2007, 19:10 (UTC-3) | Chile                     | 2:2 (1:0) | Perú | Estadio Nacional, Santiago                             |                                                        |
|                                      | Suazo 11' · Fernández 51' | Reporte   |      | Asistencia: 58 000 espectadores Árbitro(s): Óscar Ruiz | Asistencia: 58 000 espectadores Árbitro(s): Óscar Ruiz |

| 18 de noviembre de 2007, 16:10 (UTC-5) | Perú       | 1:1 (0:1) | Brasil     | Estadio Monumental, Lima                                  |                                                           |
|                                        | Vargas 71' | Reporte   | «Kaká» 40' | Asistencia: 45 847 espectadores Árbitro(s): Carlos Torres | Asistencia: 45 847 espectadores Árbitro(s): Carlos Torres |

| 21 de noviembre de 2007, 16:30 (UTC-5) | Ecuador                                       | 5:2 (3:0) | Perú        | Estadio Olímpico Atahualpa, Quito                          |                                                            |
|                                        | Ayoví 10' 48' · Kaviedes 24' · Méndez 44' 62' | Reporte   | Mendoza 86' | Asistencia: 28 557 espectadores Árbitro(s): Carlos Chandía | Asistencia: 28 557 espectadores Árbitro(s): Carlos Chandía |

| 15 de junio de 2008, 20:00 (UTC-5) | Perú       | 1:1 (1:1) | Colombia     | Estadio Monumental, Lima                                  |                                                           |
|                                    | Mariño 40' | Reporte   | Rodallega 8' | Asistencia: 25 000 espectadores Árbitro(s): Carlos Torres | Asistencia: 25 000 espectadores Árbitro(s): Carlos Torres |

| 17 de junio de 2008, 19:00 (UTC-2) | Uruguay                                              | 6:3 (2:0) | Perú | Estadio Centenario, Montevideo                         |                                                        |
|                                    | Forlán 8' 37' (pen.) 57' · Bueno 61' 69' · Abreu 90' | Reporte   |      | Asistencia: 20 016 espectadores Árbitro(s): Pablo Pozo | Asistencia: 20 016 espectadores Árbitro(s): Pablo Pozo |

| 6 de septiembre de 2008, 20:30 (UTC-5) | Perú     | 1:0 (1:0) | Venezuela | Estadio Monumental, Lima                                    |                                                             |
|                                        | Alva 39' | Reporte   |           | Asistencia: 25 000 espectadores Árbitro(s): Óscar Maldonado | Asistencia: 25 000 espectadores Árbitro(s): Óscar Maldonado |

| 10 de septiembre de 2008, 20:00 (UTC-5) | Perú       | 1:1 (0:0) | Argentina     | Estadio Monumental, Lima                                    |                                                             |
|                                         | Fano 90+3' | Reporte   | Cambiasso 82' | Asistencia: 40 000 espectadores Árbitro(s): Carlos Amarilla | Asistencia: 40 000 espectadores Árbitro(s): Carlos Amarilla |

| 11 de octubre de 2008, 15:00 (UTC-4) | Bolivia                    | 3:2 (2:0) | Perú | Estadio Hernando Siles, La Paz                            |                                                           |
|                                      | Botero 3' 16' · García 81' | Reporte   |      | Asistencia: 23 147 espectadores Árbitro(s): José Buitrago | Asistencia: 23 147 espectadores Árbitro(s): José Buitrago |

### Segunda vuelta
| 15 de octubre de 2008, 17:10 (UTC-3) | Paraguay    | 1:0 (0:0) | Perú | Estadio Defensores del Chaco, Asunción                      |                                                             |
|                                      | Cardozo 81' | Reporte   |      | Asistencia: 31 545 espectadores Árbitro(s): Salvio Fagundes | Asistencia: 31 545 espectadores Árbitro(s): Salvio Fagundes |

| 29 de marzo de 1945, 18:10 (UTC-5) | Perú     | 1:3 (1:2) | Chile                                         | Estadio Monumental, Lima                                    |                                                             |
|                                    | Fano 34' | Reporte   | Sánchez 2' · Suazo 32' (pen.) · Fernández 70' | Asistencia: 48 700 espectadores Árbitro(s): Carlos Amarilla | Asistencia: 48 700 espectadores Árbitro(s): Carlos Amarilla |

| 1 de abril de 2009, 22:10 (UTC-2) | Brasil                            | 3:0 (2:0) | Perú | Estadio Beira-Rio, Porto Alegre                             |                                                             |
|                                   | Fabiano 18' (pen.) 27' · Melo 64' | Reporte   |      | Asistencia: 55 000 espectadores Árbitro(s): Sergio Pezzotta | Asistencia: 55 000 espectadores Árbitro(s): Sergio Pezzotta |

| 7 de junio de 2009, 15:30 (UTC-5) | Perú       | 1:2 (0:1) | Ecuador                   | Estadio Monumental, Lima                                  |                                                           |
|                                   | Vargas 52' | Reporte   | Montero 38' · Tenorio 58' | Asistencia: 17 050 espectadores Árbitro(s): Carlos Torres | Asistencia: 17 050 espectadores Árbitro(s): Carlos Torres |

| 10 de junio de 2009, 17:30 (UTC-5) | Colombia   | 1:0 (1:0) | Perú | Estadio Atanasio Girardot, Medellín                      |                                                          |
|                                    | Falcao 25' | Reporte   |      | Asistencia: 32 300 espectadores Árbitro(s): Carlos Simon | Asistencia: 32 300 espectadores Árbitro(s): Carlos Simon |

| 5 de septiembre de 2009, 15:30 (UTC-5) | Perú        | 1:0 (0:0) | Uruguay | Estadio Monumental, Lima                                   |                                                            |
|                                        | Rengifo 86' | Reporte   |         | Asistencia: 15 000 espectadores Árbitro(s): Carlos Chandía | Asistencia: 15 000 espectadores Árbitro(s): Carlos Chandía |

| 9 de septiembre de 2009, 20:30 (UTC-4:30) | Venezuela                  | 3:1 (1:1) | Perú                 | Estadio José Antonio Anzoátegui, Puerto La Cruz         |                                                         |
|                                           | Fedor 33' 52' · Vargas 65' | Reporte   | Fuenmayor 41' (a.g.) | Asistencia: 31 703 espectadores Árbitro(s): Carlos Vera | Asistencia: 31 703 espectadores Árbitro(s): Carlos Vera |

| 10 de octubre de 2009, 20:00 (UTC-3) | Argentina                   | 2:1 (0:0) | Perú        | Estadio Antonio Vespucio Liberti, Buenos Aires          |                                                         |
|                                      | Higuaín 48' · Palermo 90+2' | Reporte   | Rengifo 89' | Asistencia: 58 019 espectadores Árbitro(s): René Ortubé | Asistencia: 58 019 espectadores Árbitro(s): René Ortubé |

| 14 de octubre de 2009, 15:45 (UTC-5) | Perú     | 1:0 (0:0) | Bolivia | Estadio Alejandro Villanueva, Lima                           |                                                              |
|                                      | Fano 54' | Reporte   |         | Asistencia: 4 373 espectadores Árbitro(s): Juan Soto Arévalo | Asistencia: 4 373 espectadores Árbitro(s): Juan Soto Arévalo |

## Jugadores
Listado de jugadores que participaron en las eliminatorias para la Copa Mundial 2010:
| Nombre                    | Posición      | Club                     |
| ------------------------- | ------------- | ------------------------ |
| Leao Butrón               | Portero       | San Martín de Porres     |
| George Forsyth            | Portero       | Atalanta                 |
| Raúl Fernández            | Portero       | Universitario            |
| Diego Penny               | Portero       | Burnley FC               |
| Joel Pinto                | Portero       | César Vallejo            |
| Santiago Acasiete         | Defensa       | Almería                  |
| Ernesto Arakaki           | Defensa       | Cienciano                |
| Orlando Contreras         | Defensa       | Alianza Lima             |
| John Galliquio            | Defensa       | Dinamo de Bucarest       |
| Mario "Machito" Gómez     | Defensa       | Juan Aurich              |
| Roberto Guizasola         | Defensa       | Juan Aurich              |
| Martín Hidalgo            | Defensa       | Grêmio                   |
| Donny Neyra               | Defensa       | Total Chalaco            |
| Amilton Prado             | Defensa       | Sporting Cristal         |
| Christian Ramos           | Defensa       | San Martín de Porres     |
| Alberto Rodríguez         | Defensa       | Sporting Braga           |
| Guillermo Salas           | Defensa       | San Martín de Porres     |
| Carlos Solis              | Defensa       | Alianza Lima             |
| Aldo Corzo                | Defensa       | Alianza Lima             |
| Marcio Valverde           | Defensa       | Alianza Atlético Sullana |
| Juan Manuel Vargas        | Defensa       | Fiorentina               |
| Walter Vílchez            | Defensa       | Club Puebla              |
| Miguel Villalta           | Defensa       | Sporting Cristal         |
| Carlos Augusto Zambrano   | Defensa       | Schalke 04               |
| Ismael Alvarado           | Defensa       | Guangzhou GPC            |
| Josepmir Ballón           | Mediocampista | San Martín de Porres     |
| Juan Carlos Bazalar       | Mediocampista | Sport Áncash             |
| Miguel Cevasco            | Mediocampista | Juan Aurich              |
| Juan Cominges             | Mediocampista | Al-Qadisiyah             |
| Rinaldo Cruzado           | Mediocampista | Esteghlal                |
| Paolo de La Haza          | Mediocampista | Beitar Jerusalén         |
| Julio García              | Mediocampista | AEL Limassol             |
| Pedro García              | Mediocampista | San Martín de Porres     |
| Damián Ismodes            | Mediocampista | SD Eibar                 |
| Juan Jayo                 | Mediocampista | Alianza Lima             |
| Juan Carlos La Rosa       | Mediocampista | Juan Aurich              |
| Carlos Lobatón            | Mediocampista | Sporting Cristal         |
| Juan Carlos Mariño        | Mediocampista | Atlético Nacional        |
| Roberto Merino            | Mediocampista | US Salernitana 1919      |
| Roberto Palacios          | Mediocampista | Sporting Cristal         |
| Henry Quinteros           | Mediocampista | Alianza Lima             |
| Luis Ramírez              | Mediocampista | Club Libertad            |
| Alexander Sánchez         | Mediocampista | Alianza Lima             |
| Joel Sánchez              | Mediocampista | Total Chalaco            |
| Nolberto Solano           | Mediocampista | Leicester City           |
| Miguel Torres             | Mediocampista | Universitario            |
| Rainer Torres             | Mediocampista | Universitario            |
| Luis Trujillo             | Mediocampista | Alianza Lima             |
| Claudio Pizarro           | Delantero     | Werder Bremen            |
| Johan Fano                | Delantero     | Once Caldas              |
| Hernán Rengifo            | Delantero     | Lech Poznań              |
| Wilmer Aguirre            | Delantero     | Alianza Lima             |
| Piero Alva                | Delantero     | Universitario            |
| Irven Ávila               | Delantero     | Sport Huancayo           |
| Daniel Chávez             | Delantero     | Club Brujas              |
| William Chiroque          | Delantero     | Juan Aurich              |
| Jefferson Farfán          | Delantero     | Schalke 04               |
| José Carlos Fernández     | Delantero     | Alianza Lima             |
| Juan Diego Gonzales-Vigil | Delantero     | Málaga FC                |
| Paolo Guerrero            | Delantero     | Hamburgo S.V.            |
| Flavio Maestri            | Delantero     | Sporting Cristal         |
| Andrés Mendoza            | Delantero     | Diyarbakırspor           |
| Miguel Mostto             | Delantero     | Barnsley                 |

### Goleadores
| Jugador            | Goles anotados | PJ | Minutos jugados | Tarjetas Amarillas | Doble tarjeta amarilla y tarjeta roja | Tarjetas roja directa |
| ------------------ | -------------- | -- | --------------- | ------------------ | ------------------------------------- | --------------------- |
| Johan Fano         | 3              | 11 | 913             | 3                  | 0                                     | 1                     |
| Hernán Rengifo     | 2              | 11 | 455             | 1                  | 0                                     | 0                     |
| Juan Manuel Vargas | 2              | 15 | 1192            | 4                  | 1                                     | 0                     |
| Andrés Mendoza     | 1              | 2  | 60              | 1                  | 0                                     | 0                     |
| Juan Carlos Marino | 1              | 4  | 321             | 1                  | 0                                     | 0                     |
| Piero Alva         | 1              | 6  | 279             | 0                  | 0                                     | 0                     |